# Martinsville (Illinois)
Martinsville – miasto w Stanach Zjednoczonych, w stanie Illinois, w hrabstwie Clark.